# Georges Leclerc
Pour les articles homonymes, voir Leclerc.
Georges Leclerc (né le 19 décembre 1904 à Paris et mort dans la même ville le 11 juin 1973) est un athlète français, spécialiste du cross-country et du 3 000 mètres steeple.

## Biographie
Il est champion de France du 3 000 mètres steeple à Colombes en 1925 et champion de France à Maisons-Laffitte en 1932. 
Il participe au 3 000 mètres steeple des Jeux olympiques de 1924 à Paris où il est éliminé en séries. Il remporte le Cross des nations par équipes en 1927 et 1929.

### Palmarès
- Cross des nations :
  - Médaillé d'or par équipes en 1927 et 1929
  - Médaillé d'argent par équipes en 1932

- Championnats de France d'athlétisme
  - vainqueur du 3 000 mètres steeple en 1925

- Championnats de France de cross-country
  - vainqueur en 1932

- Prix Roosvelt du Racing Club de France
  - vainqueur en 1932 (3 milles)

### Records
| Épreuve              | Performance  | Lieu | Date |
| -------------------- | ------------ | ---- | ---- |
| 3 000 mètres steeple | 9 min 36 s 8 |      | 1929 |